# Infanterie-Regiment „Kaiser Friedrich, König von Preußen“ (7. Württembergisches) Nr. 125
Das Infanterie-Regiment „Kaiser Friedrich, König von Preußen“ (7. Württembergisches) Nr. 125 war von 1809 bis 1919 ein Infanterieverband der Württembergischen Armee.

## Geschichte

### Name
Im August 1809 wurde aus den Depot-Compagnien der gegen Österreich kämpfenden Infanterie-Regimenter das Infanterie-Regiment „von Scharffenstein“ mit zwei Bataillonen aufgestellt und am 27. Mai 1811 umbenannt in Infanterie-Regiment Nr. 8. Nach dem Feldzug gegen Preußen 1813 wurde das dort vernichtete Infanterie-Regiment Nr. 7 nicht mehr neu aufgestellt, das Regiment erhielt stattdessen noch im November diese Nummer und wurde das Infanterie-Regiment Nr. 7. Gleichzeitig gab es das I. Bataillon ab und wurde durch die Reste der zurückgekehrten Regimenter wieder aufgefüllt. Bei der Militärreform 1817 behielt das Regiment seinen Namen.
Nach Abschluss der Militärkonvention mit dem Norddeutschen Bund vom 21./25. November 1870 erhielt es wie alle württembergischen Truppenteile zur Unterscheidung von Truppenteilen anderer deutscher Staaten am 2. Oktober 1871 den entsprechenden Zusatz 7. Württembergisches Infanterie-Regiment. Am 18. Dezember 1871 erhielten alle württembergischen Regimenter zusätzliche Nummern. Diese entsprachen der fortlaufenden Nummerierung aller Regimenter des deutschen Bundesheeres, unabhängig von ihrer Zugehörigkeit zu einem der Kontingente, das Regiment erhielt die Nummer 125: 7. Württembergisches Infanterie-Regiment Nr. 125. Am 20. März 1888 erhielt das Regiment seinen endgültigen Namen Infanterie-Regiment „Kaiser Friedrich, König von Preußen“ (7. Württembergisches) Nr. 125.
Am 30. April 1919 wurde das Regiment aufgelöst.
Die Tradition übernahm in der Reichswehr durch Erlass des Chefs der Heeresleitung General der Infanterie Hans von Seeckt vom 24. August 1921 die 3. und 4. Kompanie des 13. (Württ.) Infanterie-Regiments.

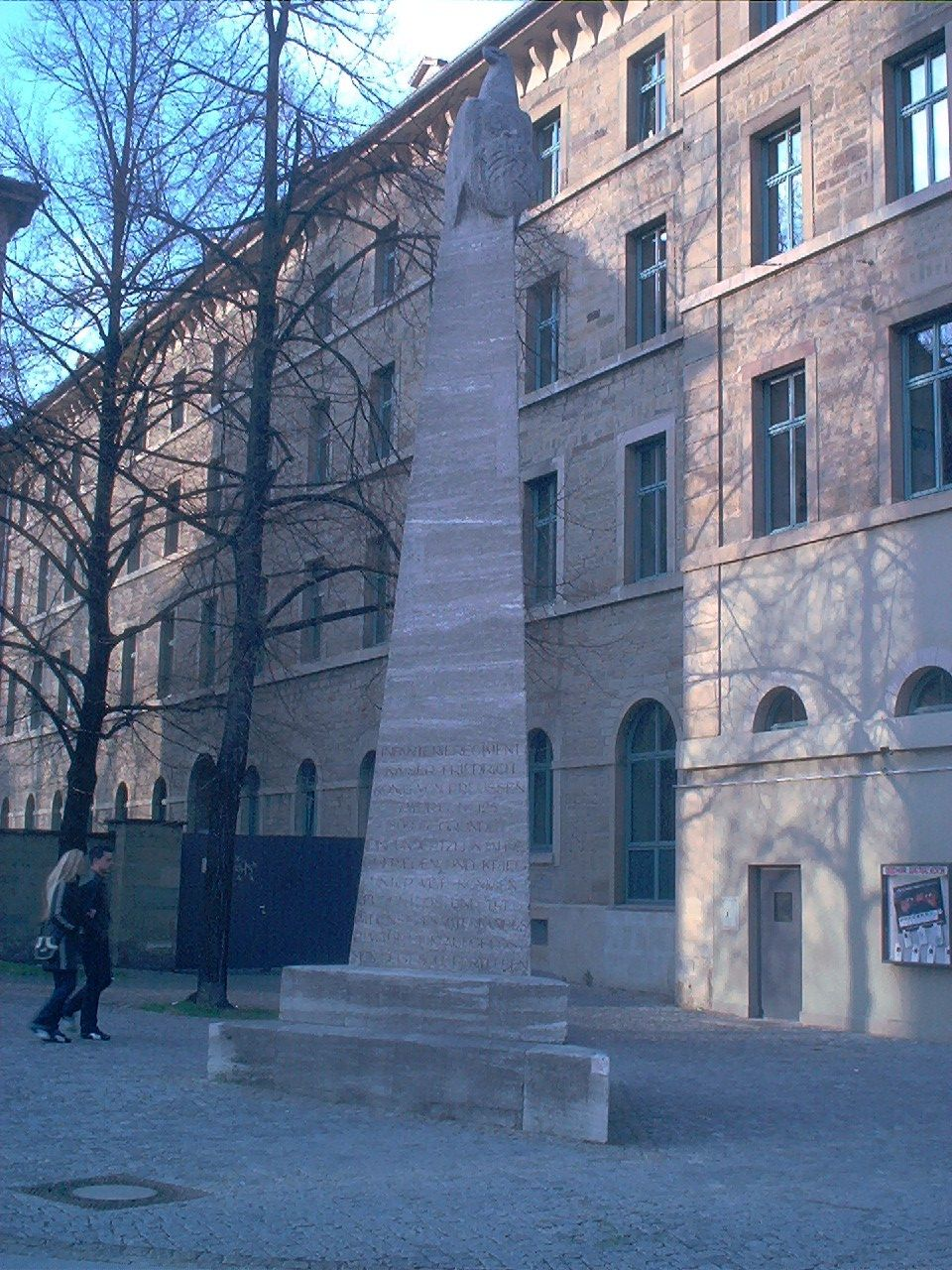
Denkmal des Regiments in Stuttgart

### Garnisonen
- 1809 Ludwigsburg
- 1811 Ravensburg
- 1812 Mergentheim, danach Ulm
- 1813 Ludwigsburg
- 1814 Neustadt
- 1815 Ulm
- 1833 Stuttgart
- 1837 Ludwigsburg
- 1849 Ulm
- 1866 Stuttgart
- 1875 Füsilier-Bataillon Tübingen
- 1884 Füsilier-Bataillon Ulm
- 1897 ganzes Regiment in Stuttgart

### Teilnahme an Gefechten und Kampfhandlungen
- 1813 auf Seiten der Koalition gegen Frankreich im württembergischen Korps „Walsleben“. Stärke 30 Offiziere und 1.200 Mann. Einsatz bei Kehl, Verluste nicht bekannt.
- 1814 im Krieg gegen Frankreich mit der Hauptarmee (württembergisches Korps im IV. Korps). Das Regiment nahm an den Schlachten bei Épinal, Chaumont, Brienne, Sens, Montereau und Paris teil. Verluste nicht bekannt.
- 1815 gegen Frankreich in der 4. Armee „von Schwarzenberg“.
- 1847/49 war das Regiment zur Unterdrückung von Unruhen im Verlauf der Badischen Revolution in Württemberg und Baden eingesetzt.
- 1866 im Deutschen Krieg war das Regiment Teil der württembergischen Division (1. Brigade) im VIII. Bundes-Armee-Korps und kämpfte mit einer Stärke von rund 30 Offizieren und 1.400 Mann bei Tauberbischofsheim. Verluste nicht bekannt.
- 1870/71 gegen Frankreich. Das Regiment rückte mit einer Gesamtstärke von 2.110 Mann[A 3] aus und kämpfte bei Wörth, Villiers, Champigny und vor Paris. Verluste: 4 Offiziere, 21 Unteroffiziere und 202 Mann gefallen, 14 Offiziere und 327 Unteroffiziere und Mann verwundet, 1 Unteroffizier und 28 Mann verstorben.
- 1900 am zweiten internationalen Expeditionskorps in China nahm eine nicht bekannte Zahl Soldaten aus dem Regiment teil. Dabei wurde ein Unteroffizier verwundet.
- 1904/06 am Kampf gegen die Herero nahmen ebenfalls Soldaten des Regiments teil. Verluste: 2 Verstorbene.
- Im Ersten Weltkrieg kämpfte das Regiment an verschiedenen Fronten.

Das XIII. (Königlich Württembergisches) Armee-Korps kämpfte zunächst in den Argonnen. Ab 1. Dezember 1914 bildete die 26. Division (1. Königlich Württembergische) und die Großherzoglich Hessische (25.) Division (mit unterstelltem württ. Feldartillerie-Regiment Nr. 132) das XIII. Korps bei der 9. Armee (Mackensen), in Polen und stieß bei Kozlow an die Bzura vor.
Im März 1915 wurde das XIII. Armee-Korps der 12. Armee Gallwitz unterstellt und nach Norden nach Przasnysz verlegt. Von Juli bis August war sie am Durchbruch über den Narew beteiligt und erreichte den Njemen. Im September wurde die Division aus der Ostfront herausgelöst und im Bahntransport in den Raum westlich Belgrad verlegt. Am 1. November wurde sie dem XXII. Reserve-Korps (Falkenhayn), 3. österr.-ungar. Armee (Köveß), unterstellt und drang bis Mitte November bis Kraljevo vor. Im Dezember wurden das XIII. Armee-Korps mit der 26. Infanterie-Division und dem Feldartillerie-Regiment Nr. 13 wieder an die Westfront in den Raum westlich Ypern verlegt.
1916 war das Regiment im Rahmen der Division in der Schlacht an der Somme eingesetzt.
1917 war die Division in der Schlacht von Arras und in der Zweiten Flandernschlacht eingesetzt. Ab 12. September wurde sie von Zabern in den Raum Klagenfurt verlegt, wo sie am 7. Oktober eintraf, mit der 200. Jäger-Division dem Generalkommando z. b. V. 51 unterstellt und für den Kampf im Gebirge ausgerüstet und ausgebildet wurde. Vom 24. Oktober an war die Division an den Kämpfen in Venetien (Zwölfte Isonzoschlacht und Erste Piaveschlacht) beteiligt und erreichte die Piave, wo sie bis zum 6. Dezember blieb. Das Regiment nahm dabei rund 12.000 Mann gefangen und erbeutete u. a. 44 Geschütze, 400 Maschinengewehre, 100 Lkw und 527 andere Fahrzeuge sowie 800 Pferde. Danach wurde die Division zur Ausbildung hinter der Front in den Raum Molsheim verlegt und kam im März 1918 nach Valenciennes.
Während der Deutschen Frühjahrsoffensive 1918 stieß die Division in der Operation Michael bis Beaumont vor und wurde anschließend bei Reims eingesetzt. In den Rückzugskämpfen ging sie auf die Antwerpen-Maas-Stellung zurück, von wo sie nach dem Waffenstillstand von Compiègne zu Fuß den Rückmarsch über Prüm, Linz am Rhein und Ferndorf in den Raum Marburg antrat. Von dort erreichte das Regiment seine Friedensgarnison in Württemberg.
Die Gesamtverluste betrugen 3.949 Gefallene und 9.017 Verwundete.

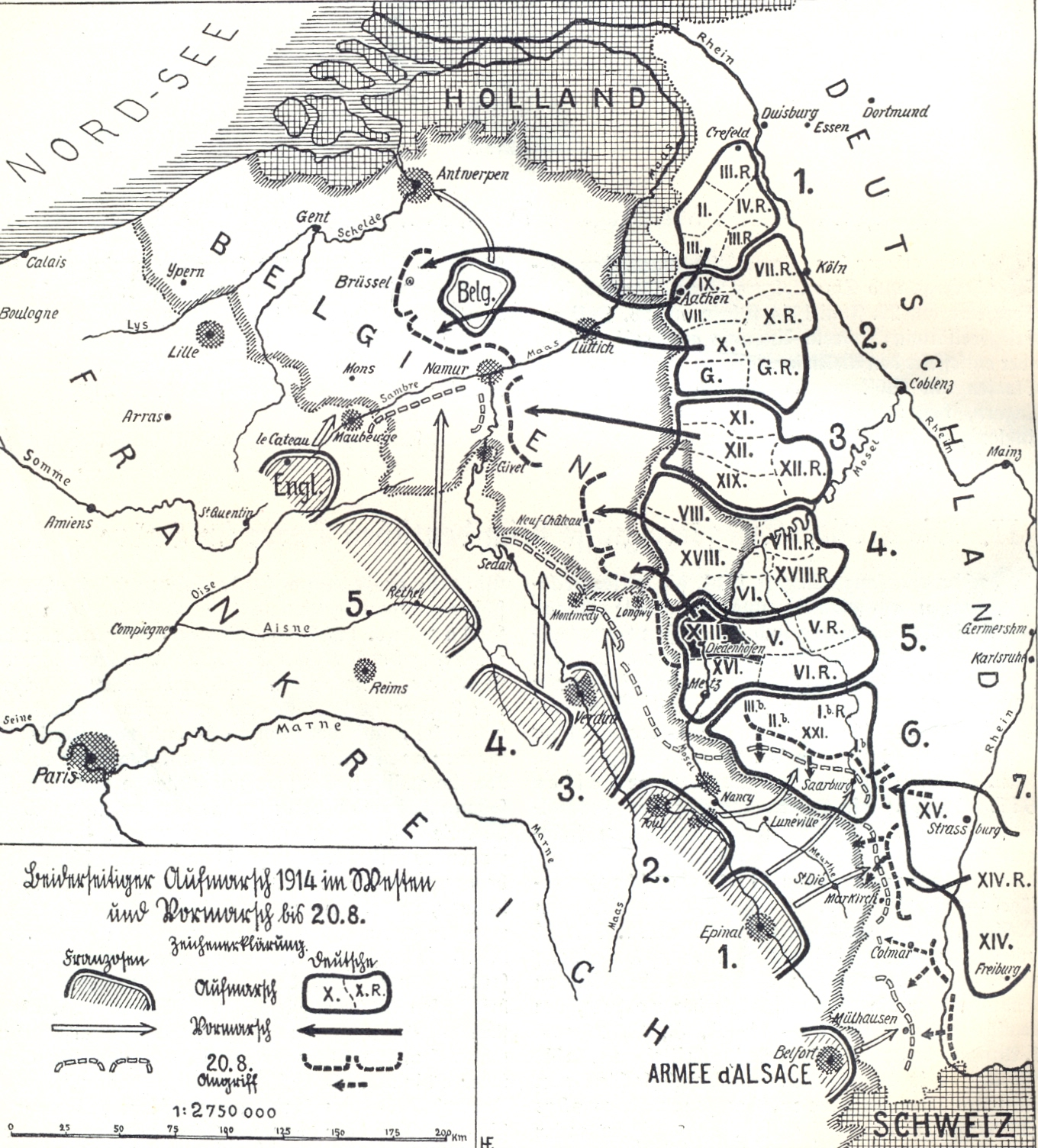
Aufmarsch im Westen
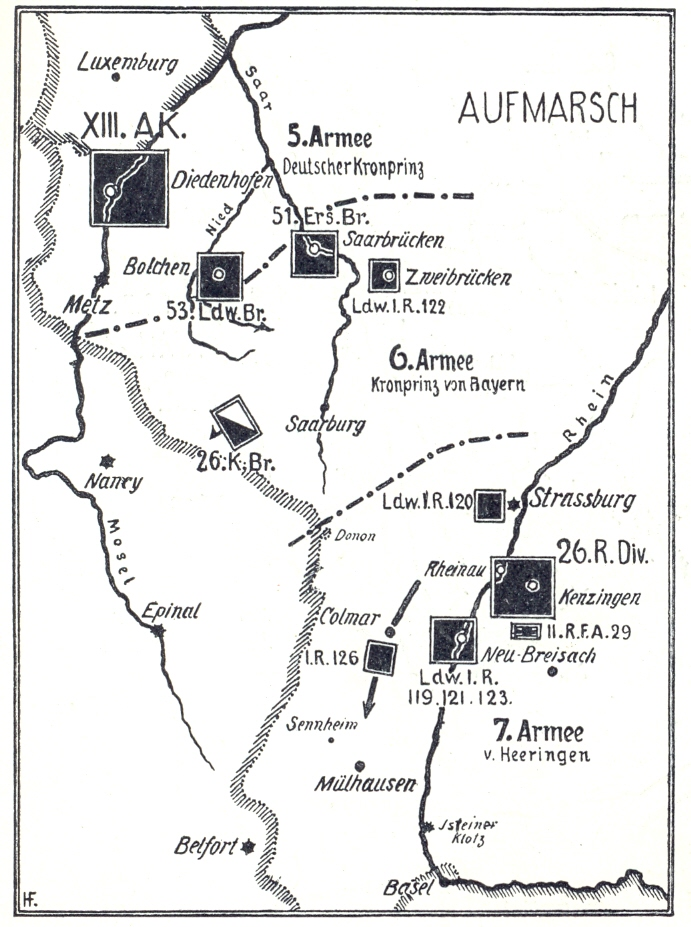
Aufmarsch des XIII. Armee-Korps
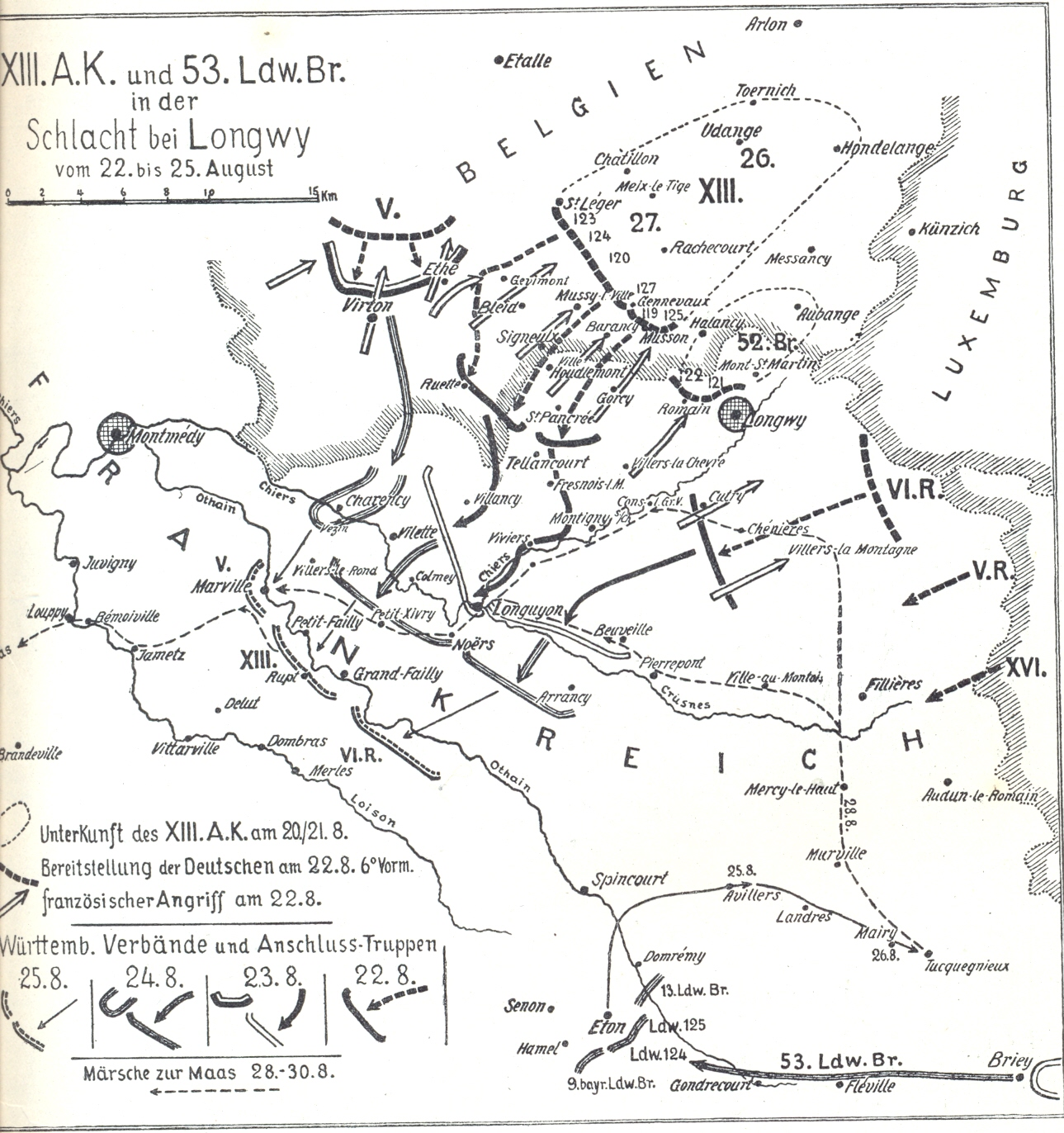
Schlacht bei Longwy 1914
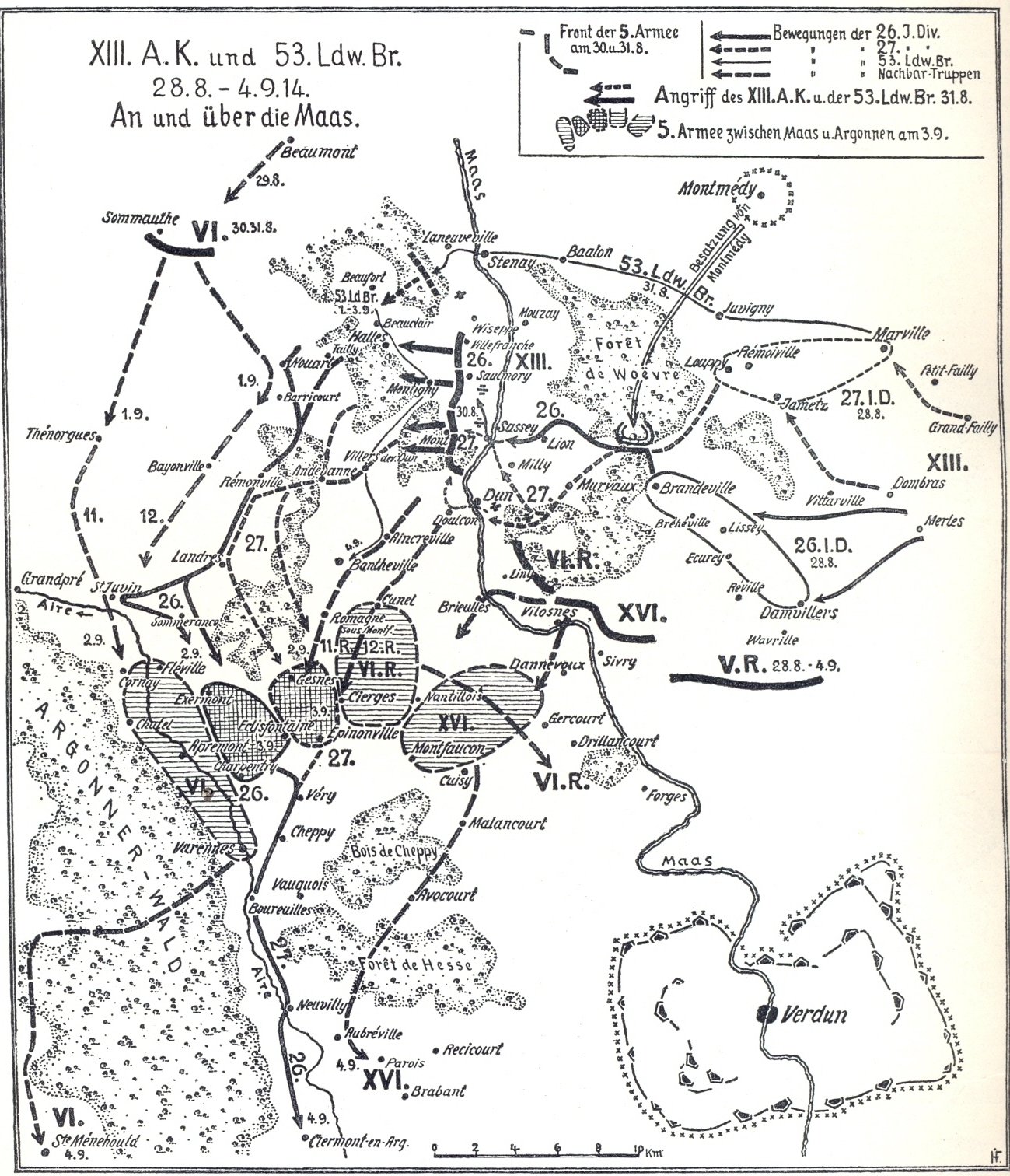
XIII. Armee-Korps an der Maas 1914
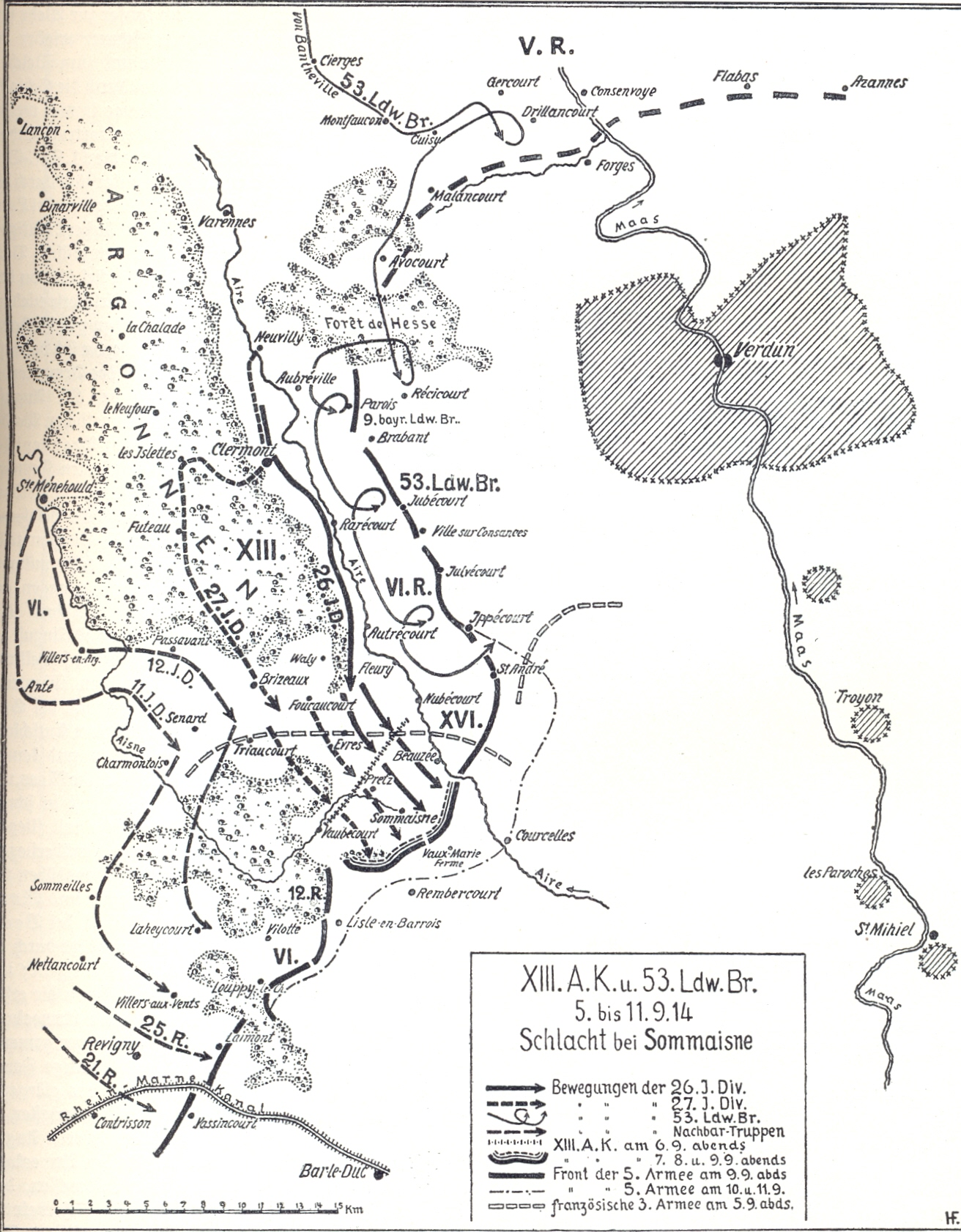
XIII. Armee-Korps in den Argonnen 1914
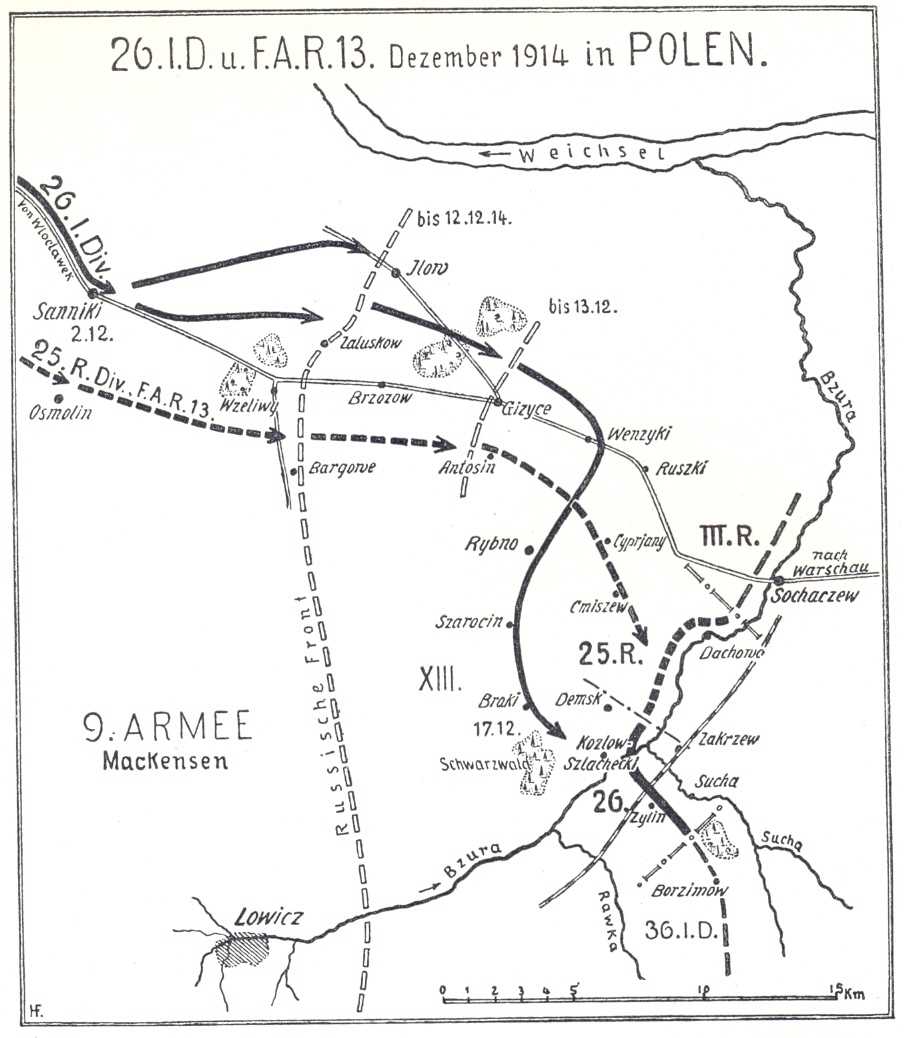
26. Inf.-Div. und FArt-Regt. 13 in Polen 1914
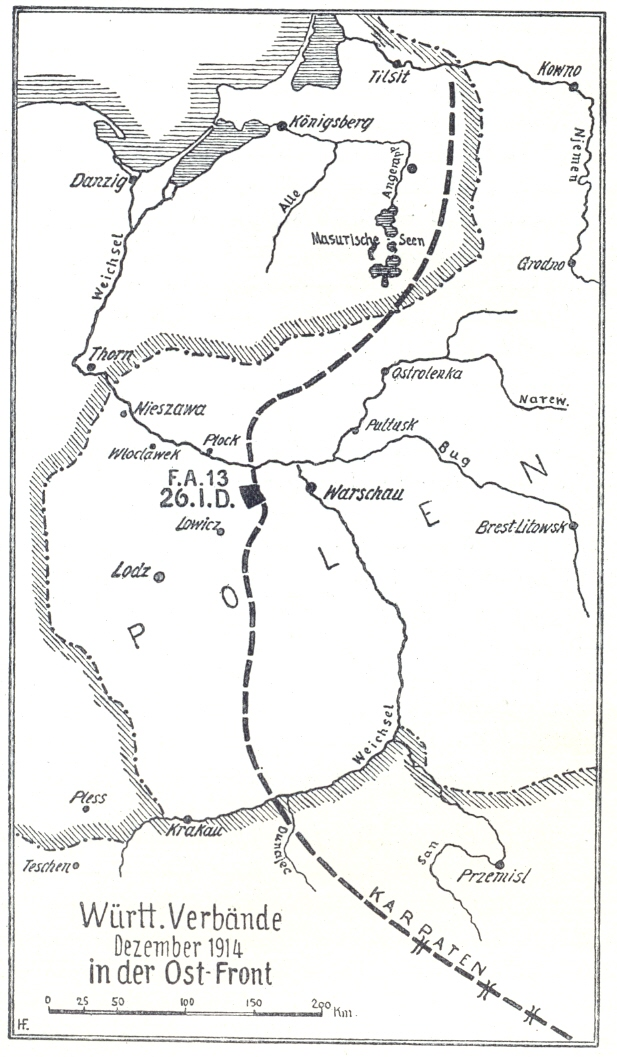
Württ. Verbände an der Ostfront Ende 1914
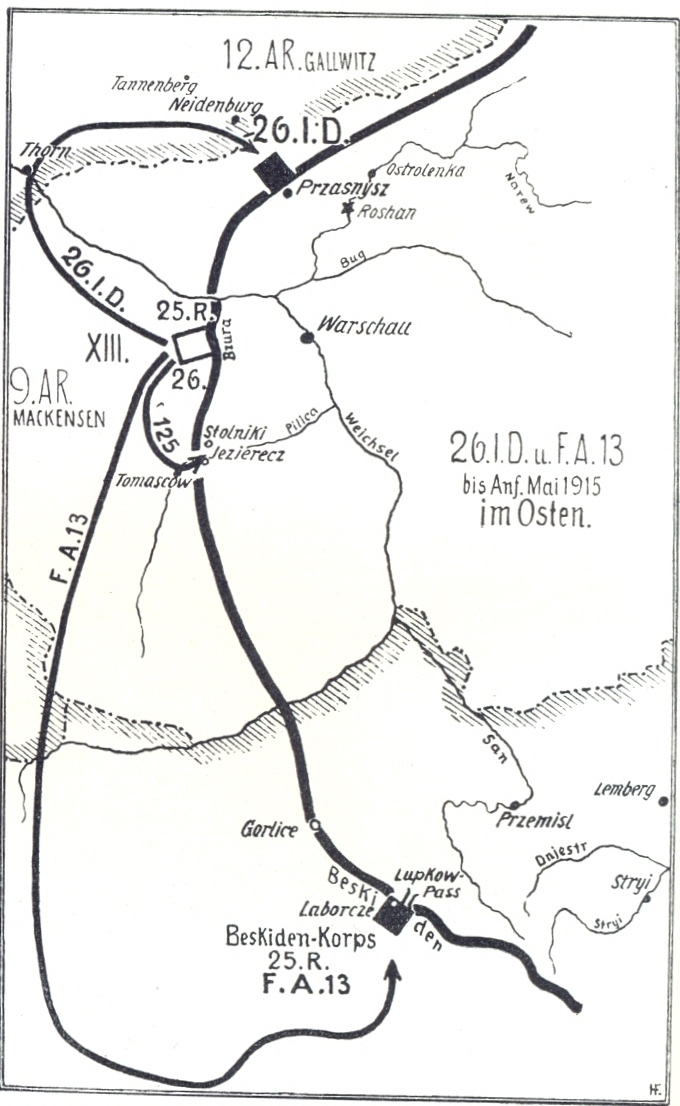
26. Inf.Div. im Osten Mai 1915
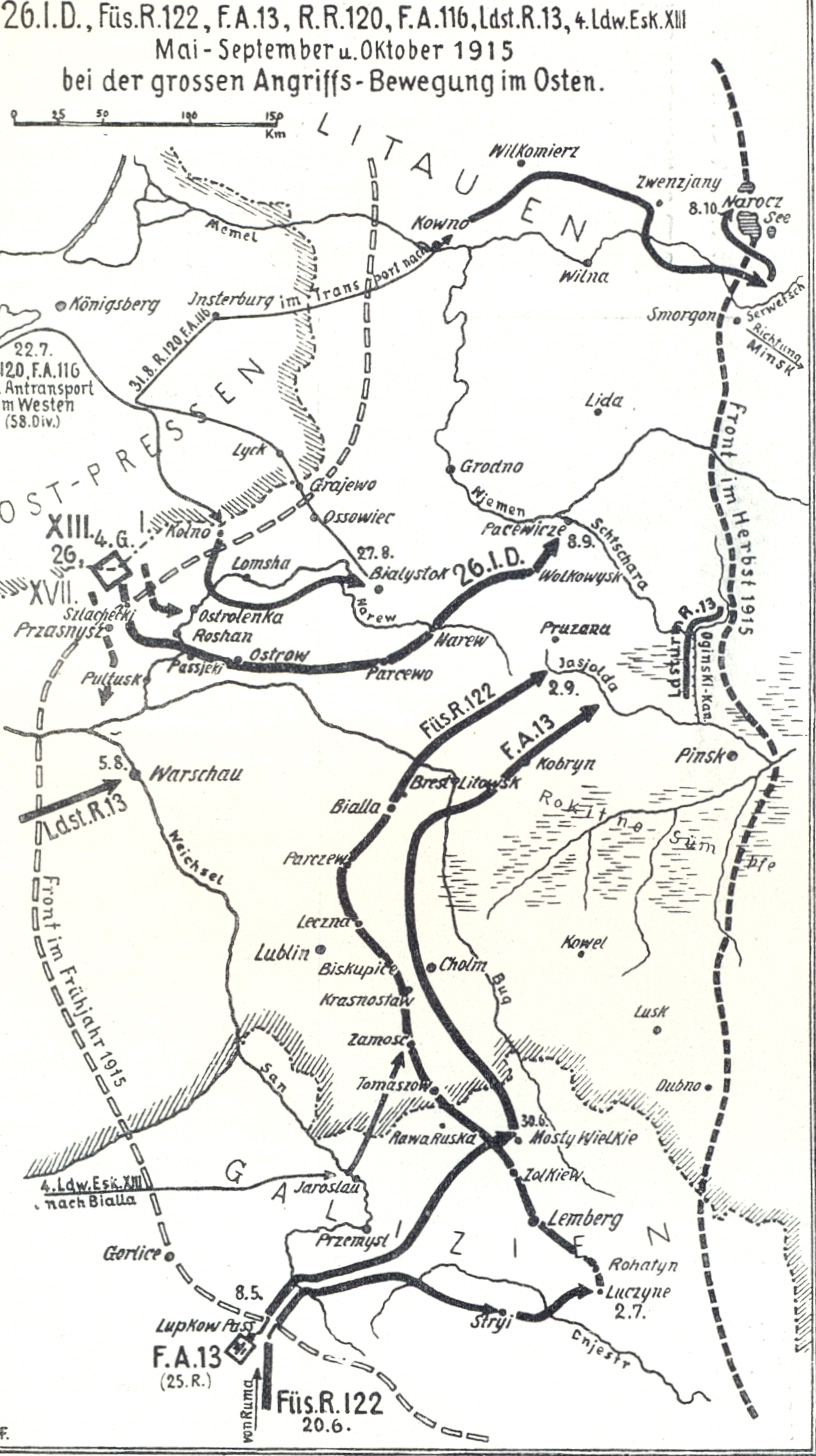
26. Inf.Div. im Osten Mai bis Oktober 1915
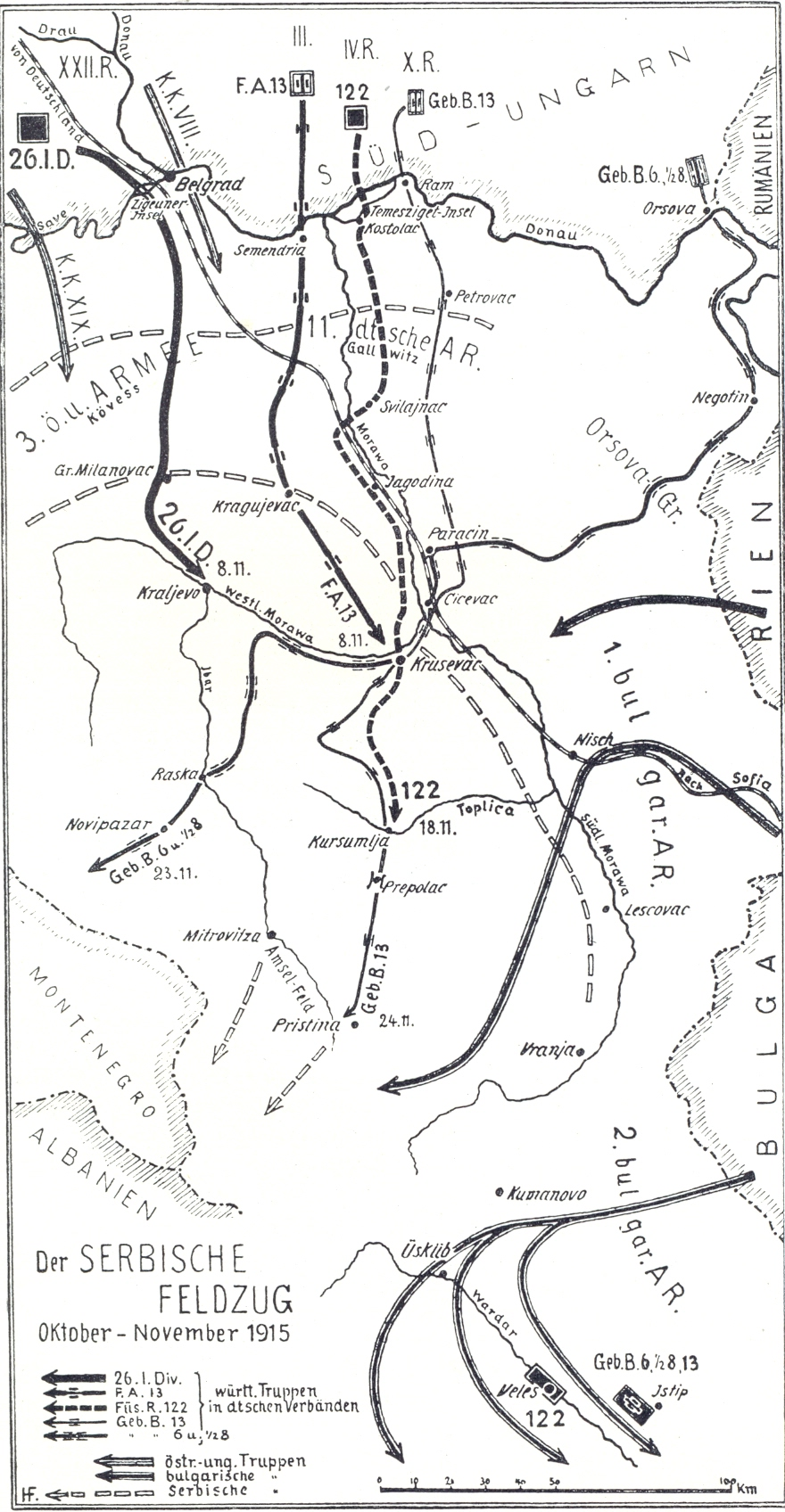
Der serbische Feldzug 1915
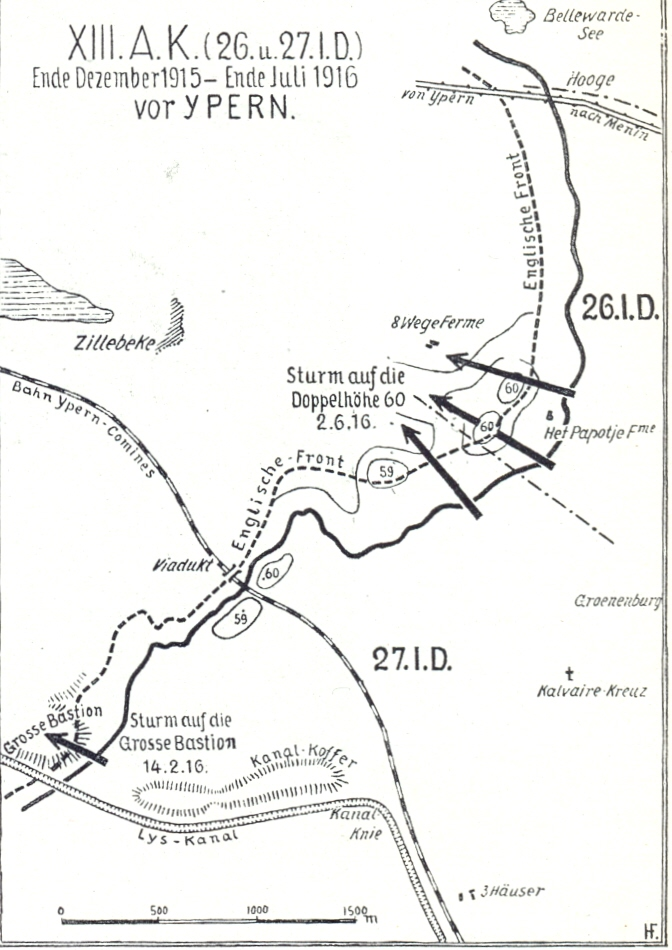
XIII. Armee-Korps bei Ypern 1915/1916
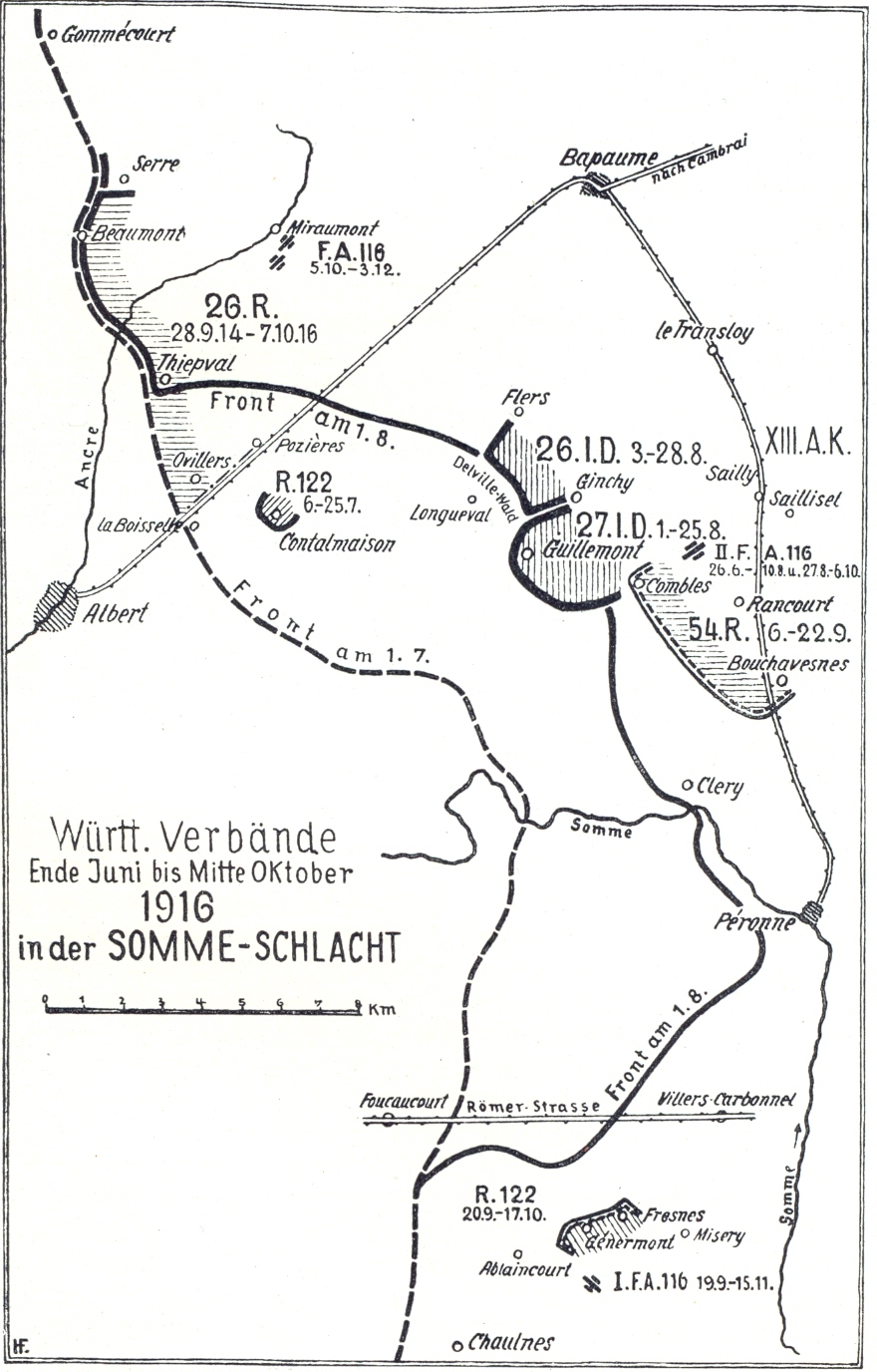
26. Inf.Div. in der Somme-Schlacht 1916
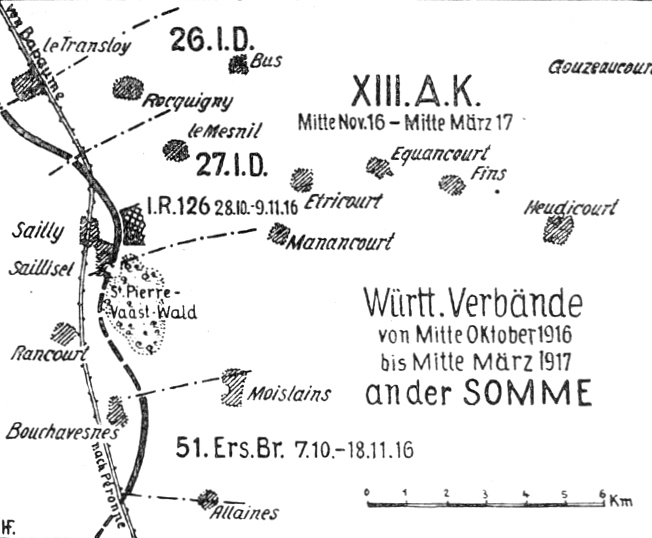
26. Inf.Div. in Flandern 1916
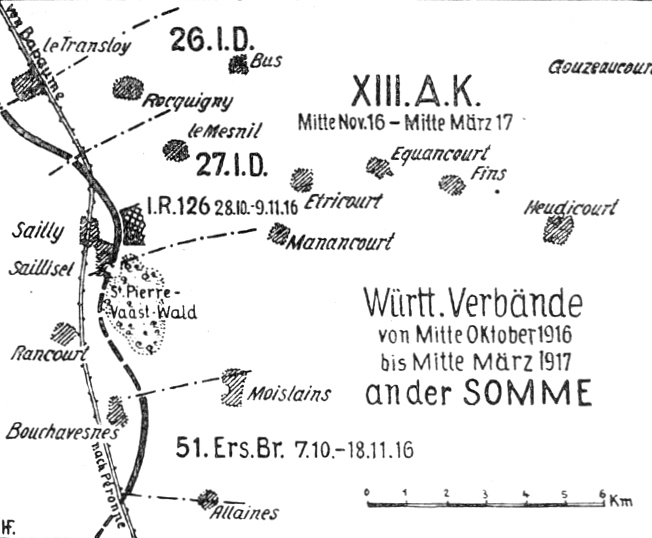
26. Inf.Div. an der Somme 1916/1917
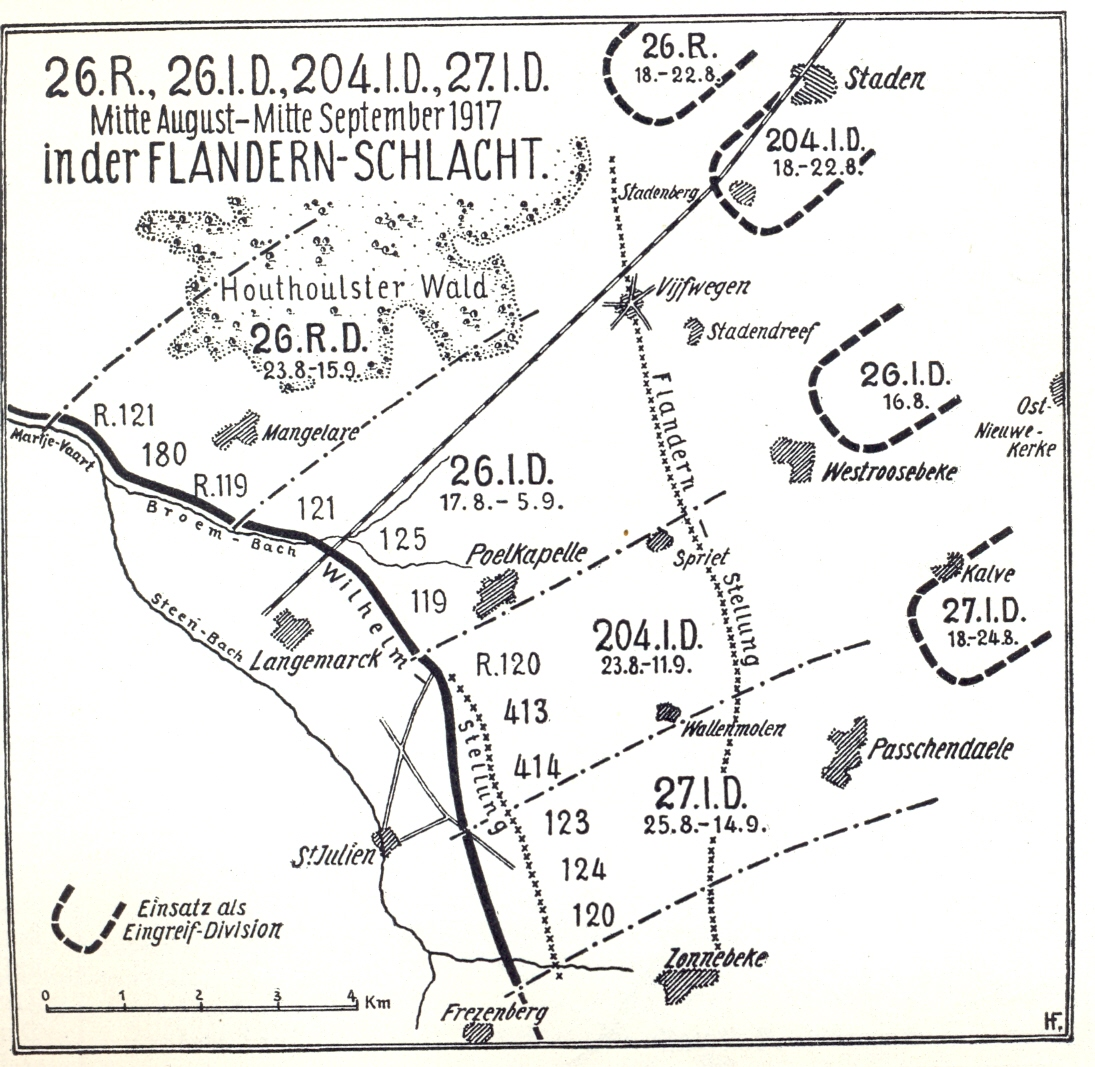
26. Inf.Div. in der Flandern-Schlacht 1917
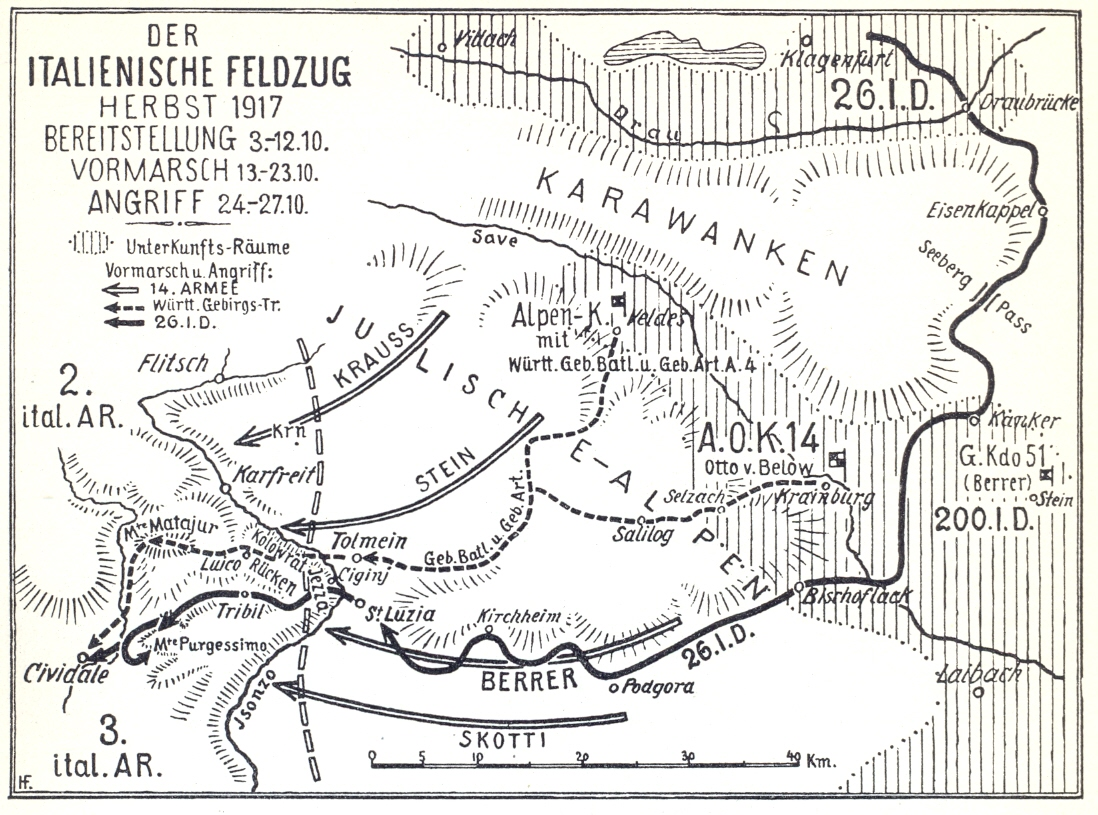
26. Inf.Div. in Italien 1917
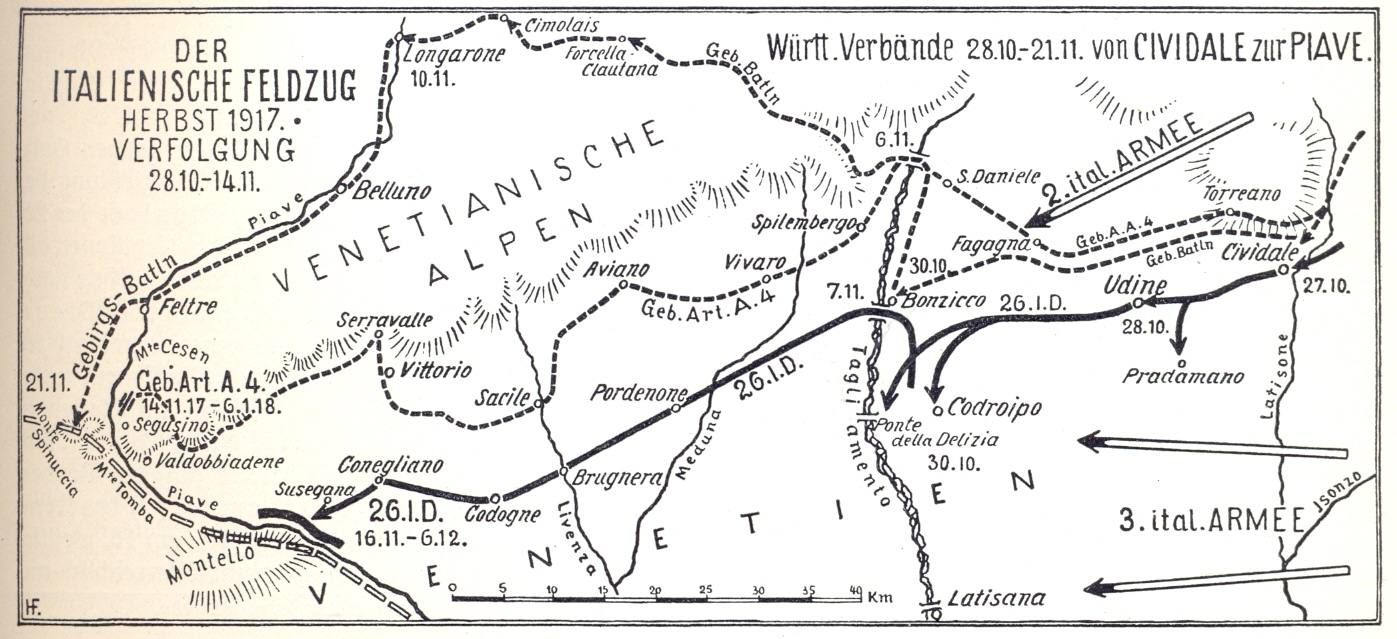
26. Inf.Div. in Italien 1917
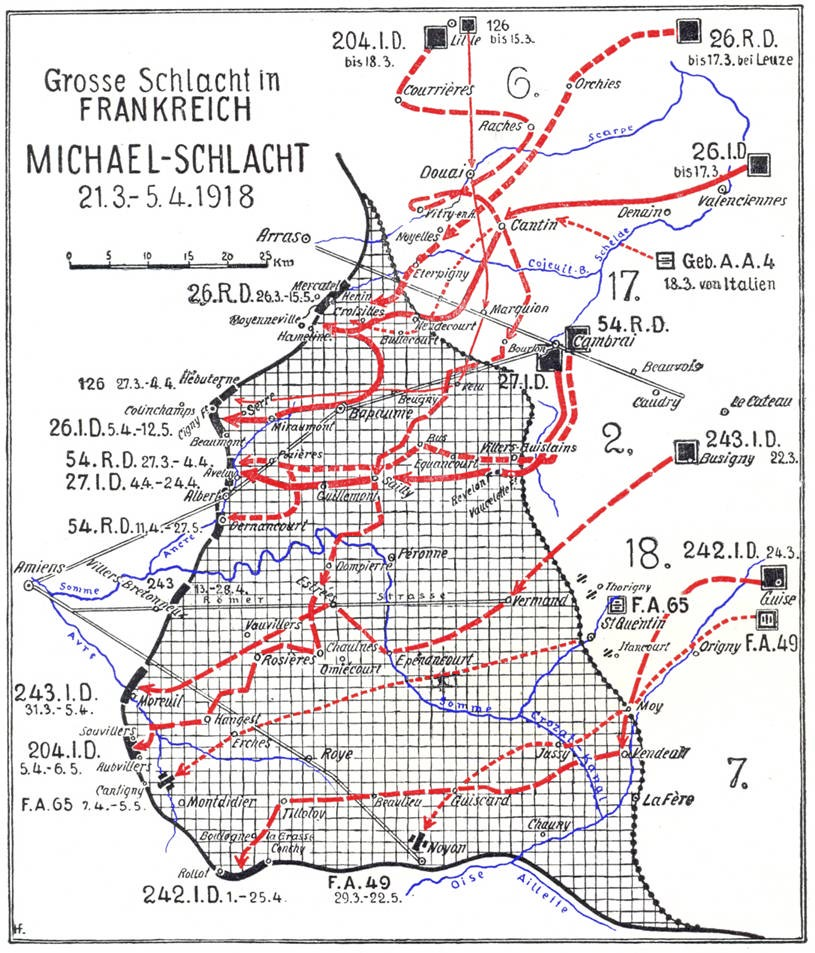
Operation Michael 1918
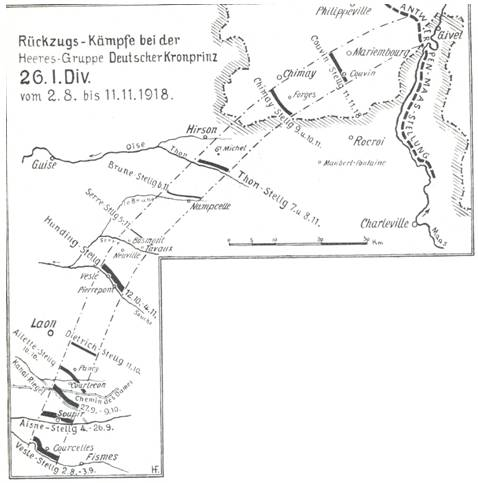
Rückzugskämpfe der 26. Inf.Div.
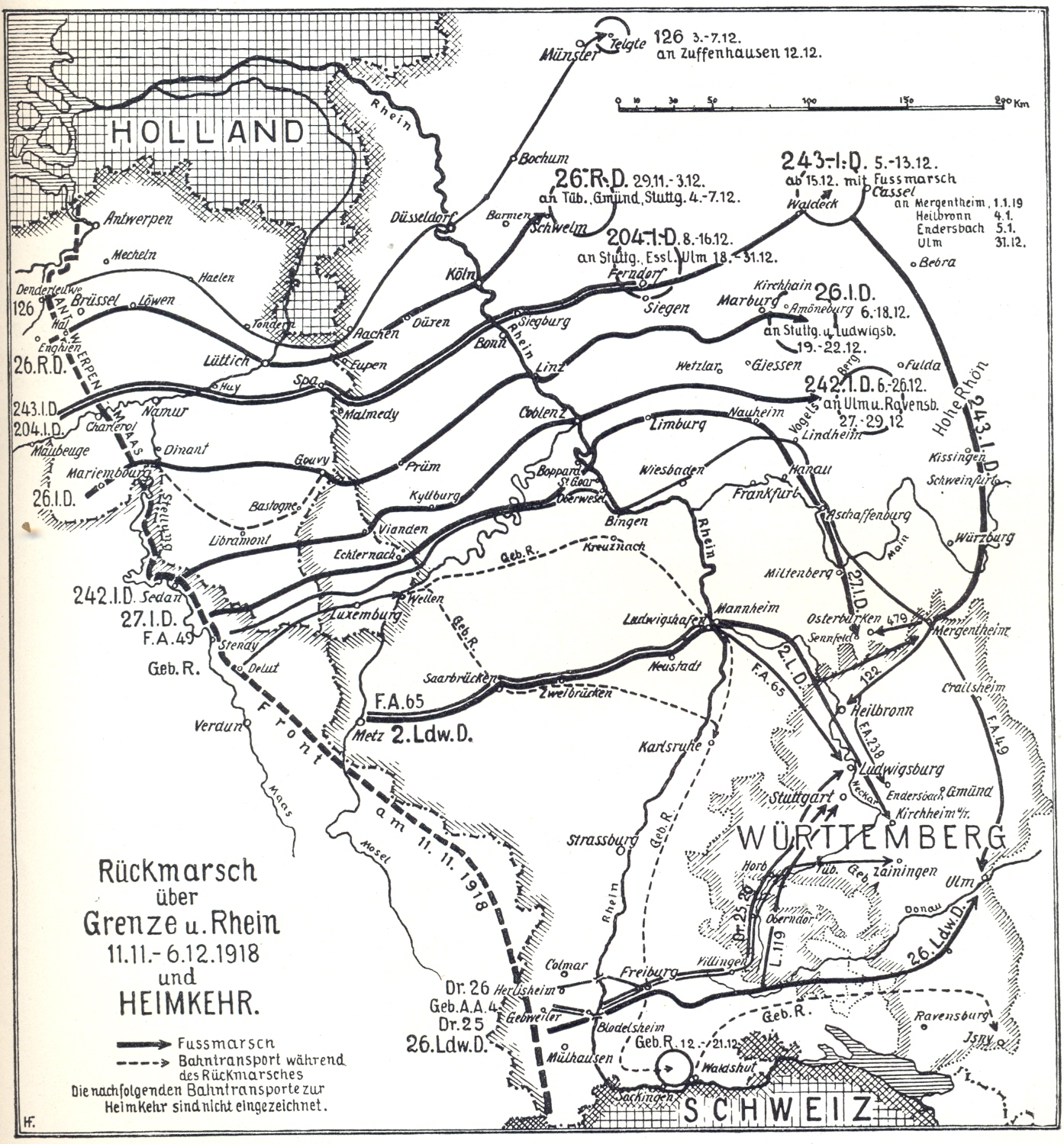
Rückmarsch im Westen 1914

## Auftrag
Das Regiment hatte den Auftrag, den infanteristischen Feuerkampf zu führen. Im Frieden wurden die Soldaten hierzu an entsprechenden Waffen sowie als Krankenträger ausgebildet.

## Organisation

### Verbandszugehörigkeit
Bis 1816 gab es in Württemberg im Frieden keine Großverbände. Solche wurden nur für einzelne Feldzüge zusammengestellt.
Mit der grundlegenden Neuorganisation 1817 wurde das württembergische Heer erstmals auch im Frieden in Großverbände gegliedert. Das Regiment bildete zusammen mit dem 8. Infanterie-Regiment die 4. Brigade in der 2. Division. Im Juli 1849 wurde wieder eine Neugliederung des württembergischen Heeres befohlen. Die Infanterie wurde in nur einer Division (ohne Nummer) zusammengefasst.
Von 1871 bis 1914 gehörte das Regiment zur 51. Infanterie-Brigade (1. Königlich Württembergische) in Ulm, 26. Division (1. Königlich Württembergische), XIII. (Königlich Württembergisches) Armee-Korps, 5. Armee.
Im Ersten Weltkrieg blieb die Friedensgliederung zunächst bestehen. Ab März 1917 war die 26. Division (wie alle deutschen Divisionen) selbständig, blieb aber beim neuen XIII. Generalkommando.

### Gliederung
Bis 1871 bestand das Regiment aus zwei Bataillonen.
Am 15. November 1874 kam das dritte (Füsilier-)Bataillon dazu, gebildet aus 12. Kompanie Infanterie-Regiment „Kaiser Wilhelm, König von Preußen“ (2. Württembergisches) Nr. 120, 10. Kompanie Infanterie-Regiment „Alt-Württemberg“ (3. Württembergisches) Nr. 121, 11. Kompanie Grenadier-Regiment „König Karl“ (5. Württembergisches) Nr. 123 und einer Kompanie aus der 51. Infanterie-Brigade (1. Königlich Württembergische).
Am 2. Oktober 1893 wurde das IV. Bataillon als (Halb-)Bataillon aufgestellt. Es wurde am 1. April 1897 zur Aufstellung des III. Bataillons des 10. Württembergisches Infanterie-Regiment Nr. 180 abgegeben.
Am 1. Oktober 1913 wurde eine Maschinengewehr-Kompanie aufgestellt. 

#### Abgaben
- Ende 1813 das I. Bataillon zur Neuaufstellung des Infanterie-Regiments Nr. 4
- 1859 Unteroffiziere und Mannschaften zur Aufstellung des 1. und 2. Jäger-Bataillons
- 1865 46 Unteroffiziere und Mannschaften zur Aufstellung des 3. Jäger-Bataillons
- 1. November 1872 die 7. Kompanie zur Aufstellung des III. Bataillons Infanterie-Regiment „Alt-Württemberg“ (3. Württembergisches) Nr. 121
- 1. November 1873 die 2. Kompanie zur Aufstellung des III. Bataillons Füsilier-Regiment „Kaiser Franz Josef von Österreich, König von Ungarn“ (4. Württembergisches) Nr. 122
- 1. Oktober 1913 die 7. Kompanie zur Aufstellung des III. Bataillons 9. Württembergisches Infanterie-Regiment Nr. 127

Alle diese Abgaben wurden aus dem Regiment wieder aufgestellt.
- Am 1. April wurde 1897 das IV. (Halb-)Bataillon an das 10. Württembergische Infanterie-Regiment Nr. 180 abgegeben.

### Kommandeure
| Nr.                  | Dienstgrad | Name                                   | Beginn der Berufung                     |
| -------------------- | --- | -------------------------------------- | --------------------------------------- |
| 01.                  | Oberst | Wilhelm von Pöllnitz                   | 24. Juli 1809                           |
| 02.                  | Oberst | Peter von Biberstein                   | 29. Februar 1812 bis 2. Februar 1813    |
| 03.                  | Oberst | Rudolf von Bünau                       | 03. bis 12. Februar 1813                |
| 04.                  | Oberst | Christian von Kellenbach               | 13. Februar bis 24. Oktober 1813        |
| Führer des Regiments | Major | Wilhelm Karl Friedrich von Nettelhorst | 26. Februar bis 28. Mai 1814            |
| 05.                  | Oberst | Fidel von König                        | 31. Dezember 1819 bis 17. Mai 1821      |
| 06.                  | Oberst | Friederich von Hohorst                 | 18. Mai 1821                            |
| 07.                  | Oberst | Karl von Seybothen                     | 15. April 1825                          |
| 08.                  | Oberst | Friedrich von Sattler                  | 10. Juni 1833                           |
| 09.                  | Oberst | Friedrich von Württemberg              | 28. Oktober 1833 bis 25. September 1834 |
| 10.                  | Oberst | Friedrich von Sattler                  | 26. September 1834 bis 1. November 1840 |
| 11.                  | Oberst | Friedrich Arand von Ackerfeld          | 09. November 1840 bis 17. März 1844     |
| 12.                  | Oberst | Christoph Friederich von Rampacher     | 25. März bis 6. November 1844           |
| 13.                  | Oberst | Adam von Lenz                          | 17. November 1844                       |
| 14.                  | Oberst | Albrecht von Baldinger                 | 11. Januar 1850 bis 13. September 1857  |
| 15.                  | Oberstleutnant/Oberst | Joseph von Zischwitz                   | 21. September 1857 bis 14. Juni 1862    |
| 16.                  | Oberst | Albert von Hügel                       | 23. Juni 1862                           |
| 17.                  | Oberst | Hermann von Rampacher                  | 20. September 1869 bis 2. Oktober 1871  |
| 18.                  | Oberst | Lothar von Egloffstein                 | 27. November 1871 bis 6. Februar 1876   |
| 19.                  | Oberstleutnant/Oberst | Wilhelm von Woelckern                  | 04. März 1876 bis 3. August 1883        |
| 20.                  | Oberstleutnant/Oberst | Heinrich von Reibel                    | 13. Oktober 1883 bis 4. November 1886   |
| 21.                  | Oberst | Theodor von Sprösser                   | 08. November 1886                       |
| 22.                  | Preuß. Oberst | Friedrich von Gersdorff                | 25. Juni 1889 bis 24. März 1890         |
| 23.                  | Oberst | Theodor von Bullinger                  | 25. März 1890 bis 8. Januar 1892        |
| 24.                  | Oberstleutnant/Oberst | Anton von Rummel                       | 15. Januar bis 10. November 1892        |
| 25.                  | Oberst | von Camerer                            | 07. September 1892                      |
| 26.                  | Oberst | Adolf von Fetter                       | 14. Mai 1894                            |
| 27.                  | Oberst | Karl von Muff                          | 20. Juli 1897 bis 3. Juni 1899          |
| 28.                  | Oberst | Hermann von Monsterberg                | 04. Juni 1899 bis 6. Februar 1903       |
| 29.                  | Oberst | Franz von Soden                        | 25. Februar 1903                        |
| 30.                  | Oberst | Wilhelm von Brand                      | 21. Mai 1906                            |
| 31.                  | Oberstleutnant/Oberst | Julius von Ferling                     | 27. Januar 1909                         |
| 32.                  | Oberst | Alfred von Roschmann                   | Januar 1911                             |
| 33.                  | Oberst | Christof von Ebbinghaus                | 20. November 1913                       |
| 34.                  | Oberst | Adolf von Martin (gefallen)            | 01. Oktober 1914                        |
| 35.                  | Oberst | Christof von Ebbinghaus                | 16. Dezember 1914                       |
| 36.                  | Oberst | Reinhold Stühmke                       | 27. Oktober 1915                        |
| 37.                  | Oberstleutnant | Hugo Flaischlen                        | 14. Juni 1918                           |
| Führer des Regiments | Major Kurt von Lupin (Gren. Regt 123) Major Emil von Schnizer Major Theodor Freiherr von Schellerer (Ul. Regt. 20) Major von Sprösser | zeitweise 1914–1918                    |                                         |

### Regimentschefs
Regimentsinhaber:
- 1809: Generalleutnant Georg Friedrich Scharffenstein
- 1811: vakant
- 10. Juni 1814: Generalleutnant Christian Johann von Koch
- 1815: vacant

Regimentschefs:
- 20. März 1888: Kaiser Friedrich

## Bewaffnung und Ausrüstung

### Hauptbewaffnung
1822 wurden 10 Mann je Kompanie zu Schützen ernannt, die Gewehre mit Visieren erhielten. Sie wurden auch in allen Dienstzweigen und im Plänklerdienst besonders ausgebildet und bildeten das Reservoir für das Aufkommen der Unteroffiziere.
1831 wurden Gewehre mit Perkussionsschloss eingeführt, 1851 das Miniégewehr, ab 1871 das Mauser-Gewehr M71 und ab 1898 der Karabiner 98. Zu Beginn des Ersten Weltkrieges hatte jedes Infanterie-Regiment 6 schwere Maschinengewehre, Ende 1917 36 schwere und 72 leichte Maschinengewehre.

### Uniform

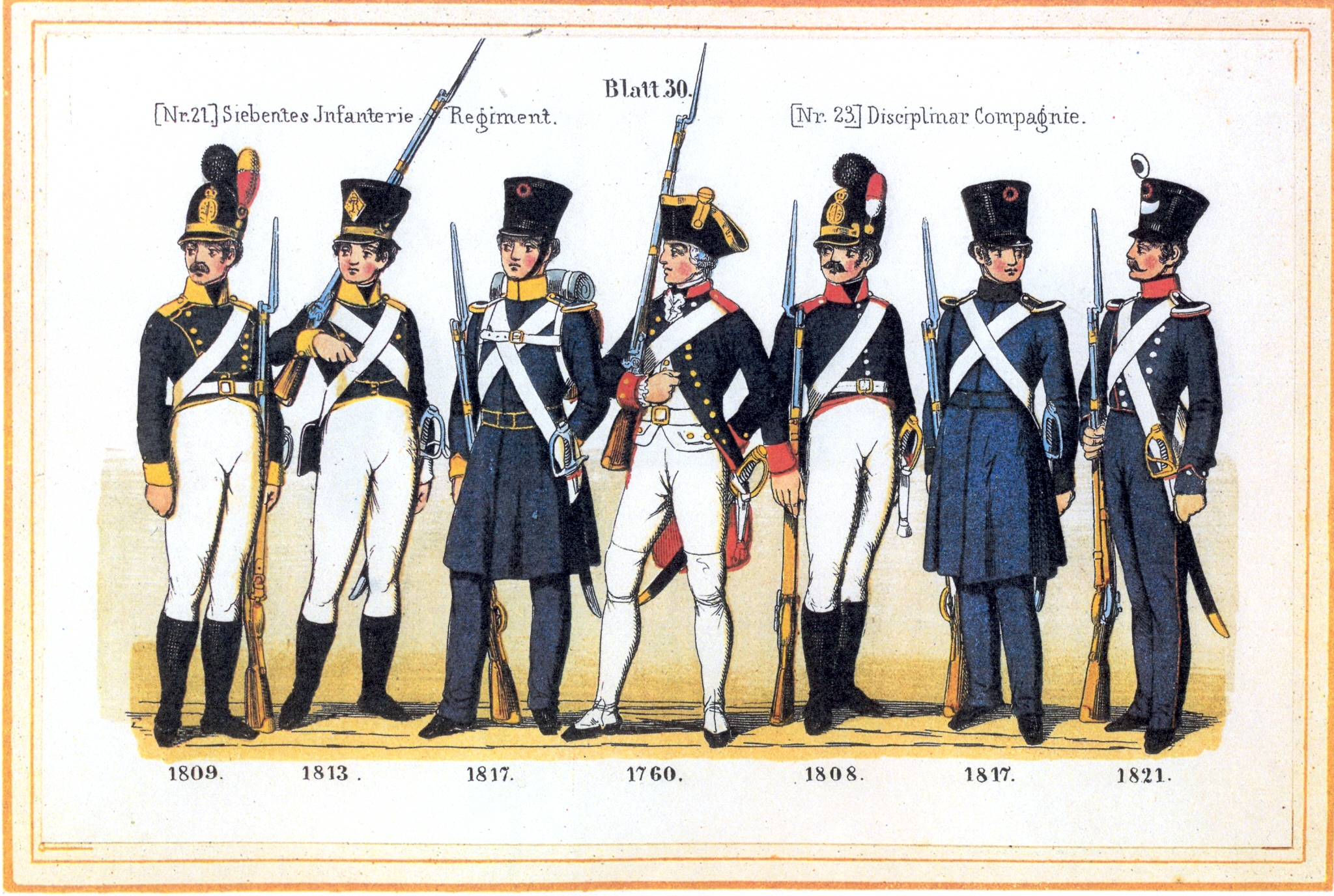
Uniformen 1809 bis 1849

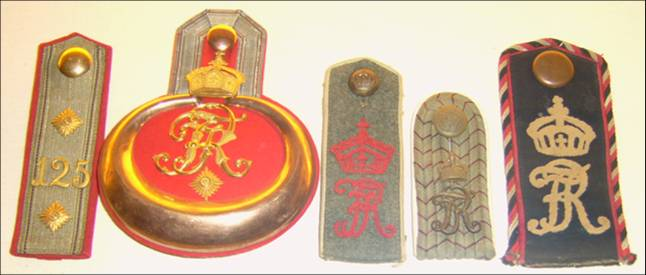
Dienstgradabzeichen des Infanterie-Regiments „Kaiser Friedrich, König von Preußen“ (7. Württembergisches) Nr. 125

- 1813 Blaues Colett mit gelbem Kragen, blauen Rabatten mit zwei Reihen weißer Knöpfe, gelben polnischen Aufschlägen und gelben Biesen, weiße Hosen, schwarze Schuhe und Gamaschen. Raupenhelm mit rot-gelbem Federbusch.
- 1817: Dienstrock in den Monaten November bis April eine königsblaue Kutka (bis ein Zoll oberhalb der Kniescheibe), in den Monaten Mai bis Oktober königsblauer Spenzer (bis an die Hüften), ohne Knöpfe, mit geschlossenem blauem Kragen, gelben polnischen Aufschlägen und königsblauem Tuchgürtel. Weiße, gelb unterlegte Tuchepauletten mit Kompanienummer. Schwarzes Halsband. Königsblaue, halbweite Hosen (im Sommer weiße Hosen und Gamaschen). Schwarzer Tschako aus Filz mit ledernem Deckel und schwarz-rote Kokarde. Schwarze Bundschuhe (ab 1820 kurze schwarze Gamaschen und Schuhe). Hellgrauer Mantel. Das Lederzeug (unter den Epauletten getragen) war weiß, die Kartusche schwarz.
- 1821: Königsblaues Colett mit zwei Reihen silberner Knöpfen (mit Regimentsnummer) vorn, rotem geschlossenem Kragen und blauen polnischen Aufschlägen mit roter Biese. Blaue Hosen mit roter Biese.
- 1845:Tschako aus schafwollenem Filz mit Überzug aus blauem Tuch mit weißem Oberrand, ab 1846 mit königsblauem Busch.
- 1849: Einreihiger blauer Waffenrock mit weißen Knöpfen und rotem Kragen. Achselklappen mit Regimentsnummer.
- 1864: Dunkelblauer, rot gesäumter Rock mit zwei Reihen Knöpfen, hinten vier Knöpfe, Ärmel mit roter Biese, Achselklappen mit Schulterwulst und blauer Regimentsnummer. Dunkelgraue Hosen. Dunkelblaue Mützen mit roter Biese. Die Epauletten entfallen, als Dienstgradabzeichen Sterne am Kragen wie in Österreich.
- 1871: Preußischer Helm (Pickelhaube) mit württembergischem Wappen und der Devise „Furchtlos und trew“
- 1874: Uniform nach preußischen Normen, jedoch weiterhin zweireihiger Waffenrock bis 1892.
- 1888: Auf den Achselklappen „FR“ mit Krone.
- 1897: Deutsche und württembergische Kokarde am Helm

### Fahne
Bei der Aufstellung erhielt das Regiment zwei Fahnen. Das Tuch war blau-weiß geviert mit goldenen Franzen an allen Seiten. Auf der einen Seite befand sich der goldene gekrönte Namenszug „F.R.“, auf der anderen Seite das gekrönte württembergische Wappen mit Wappenmantel. Am 7. Juli 1814 erhielt es zwei weitere Fahnen aus dunkelblauer Seide mit gelben Fransen (ca. 125 cm × 125 cm), auf der Vorderseite das Monogramm „F.R.“ mit Königskrone, auf der Rückseite das kleine königliche Wappen. Wie bei allen Regimentern wurden am 4. Oktober 1818 die Fahnen durch Feldzeichen ersetzt, die durch Höchste Ordre vom 3. September 1851 wieder durch neue Fahnen ersetzt wurden. Jedes Bataillon erhielt eine Fahne aus burgunderrotem Tuch mit hellgrünen Fransen an allen Seiten. In der Mitte der einen Seite befand sich der gold-gelbe gekrönte Namenszug „W“, die andere Seite das von einem gelben Hirsch und einem schwarzen Löwen gehaltene württembergische Wappen, auf blauem Devisenband die Inschrift „Furchtlos und trew“ sowie das weiße Kreuz des Militärverdienstordens.
Das Füsilier-Bataillon erhielt am 2. Dezember 1874 seine Fahne. Sie war wie die Fahnen von 1851, jedoch ohne Fransen und mit dem gekrönten Namenszug „K“. Sie wurde 1909 durch eine gleiche ersetzt, jedoch mit dem gekrönten Namenszug „W“.
Das IV. Bataillon erhielt am 3. Dezember 1894 seine Fahne. Sie entsprach denen des Regiments von 1851, jedoch ohne Fransen und mit dem gekrönten Namenszug „W“. Sie blieb bei der Abgabe des Bataillons beim Regiment und wurde vom I. Bataillon als zweite Fahne mitgeführt.

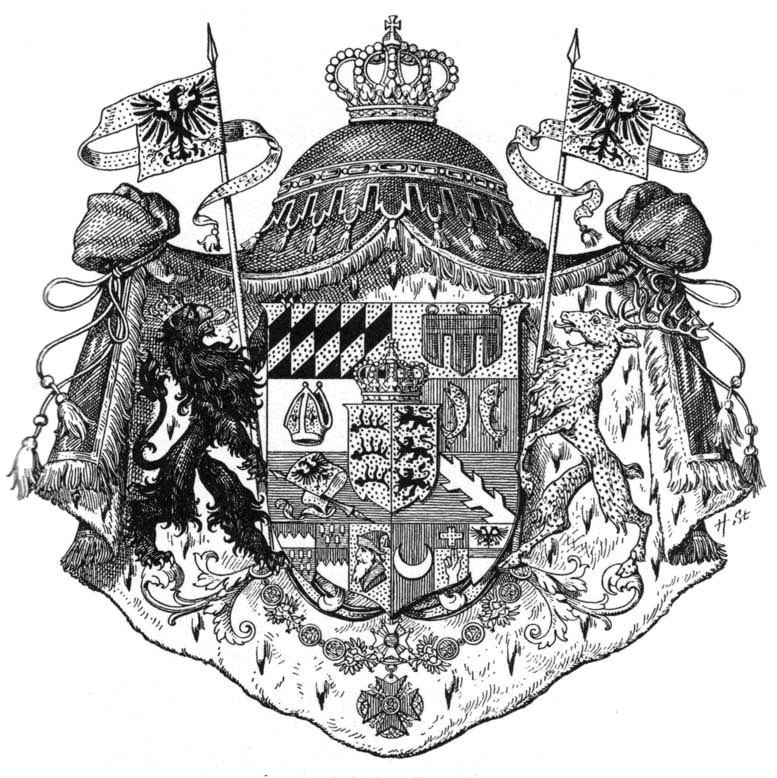
Großes Wappen König Friedrichs
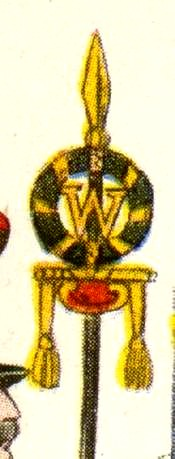
Württembergische Feldzeichen 1818
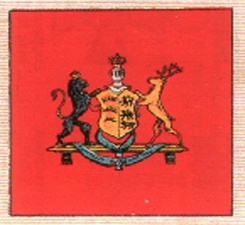
Württembergische Fahne

## Sonstiges
- Die 1. Kompanie errang 1896, 1897 und 1898, die 8. Kompanie 1906 und die 9. Kompanie 1902 den Königspreis.
- Das 1927 errichtete Siebener-Denkmal in Stuttgart erinnert an die Gefallenen des Regiments.

### Personen im Regiment
à la suite:
- 2. Dezember 1893  General der Infanterie von Woelckeren
- 7. September 1909  Hauptmann Eitel Friedrich von Preußen